# Informationsdienst Wissenschaft
Informationsdienst Wissenschaft eV або idw (Наукова інформаційна служба) керує інтернет-платформою, яка об'єднує прес-релізи та дати важливих подій приблизно з 1000 наукових установ, серед яких університети, технічні коледжі, урядові та неурядові науково-дослідні інститути та інститути для підтримки досліджень або управління наукою. idw (зареєстроване благодійне товариство) також керує експертним брокером, idw expert finder, призначеним виключно для журналістів. Це робить idw одним із найповніших джерел наукових новин у німецькомовному регіоні. Іноземні журналісти та установи (переважно європейські) також використовують idw.
Дві основні цілі IDW:

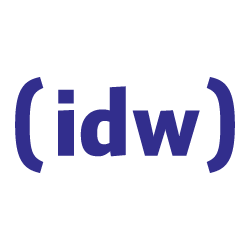
Informationsdienst Wissenschaft ev

- Надати німецькомовній спільноті повну картину щодо науки.
- Створити тісну мережу між дослідницькими установами.

## Послуги
Доступ до інформації в idw можна отримати безкоштовно — безпосередньо на вебсторінках idw, або за допомогою індивідуально налаштовуваного каналу RSS, або за підписникою електронною поштою. Будь-хто може запитати інформацію, що стосується тем і регіонів, які його цікавлять. Усі сервіси idw можна використовувати безкоштовно: тикер поточних новин, новинний застосунок, науковий календар, дослідження в архіві (який містить понад 460 000 прес-релізів) і список установ, пов'язаних з idw. idw також надає журналістам інструменти для зв'язку з експертами та підтримує базу даних із науковими фотографіями. Прес-служби членів мають різноманітні можливості для спілкування з журналістами. Членство пропонується лише німецьким чи іноземним установам, які проводять дослідження чи викладання, або які підтримують науку чи займаються наукою в інший спосіб.
У листопаді 2022 року idw відкрив екземпляр Mastodon, wisskomm.social (назва — скорочення від Wissenschaftskommunikation - наукове спілкування).

## Ідея та заснування
Початкова ідея idw полягала в тому, щоб надати журналістам експертів. Використовуючи як приклад американський ProfNet, представники преси Університету Байройта, Рурського університету в Бохумі та Технологічного університету Клаусталя у співпраці з Обчислювальним центром Технологічного університету Клаусталя розробили концепцію німецькомовної мережі на основі нових медіа. Концепцію технічно реалізували співробітники Обчислювального центру Технологічного університету Клаусталя. Загалом дев'ять співробітників у Байройті, Бохумі та Клаусталі відповідають за програмування, підтримку та розвиток операційної системи idw, за обслуговування користувачів і подальший розвиток вмісту.

## Фінансова підтримка та розвиток
Початкову фазу (1996—1999) гарантівала підтримка проєкту Федеральним міністерством освіти та наукових досліджень (BMBF). Технічну розробку idw підтримало Міністерство разом із Stifterverband fuer die Deutsche Wissenschaft (Асоціація донорів німецької науки). idw багато років співпрацює з ініціативою Wissenschaft im Dialog (Наука в діалозі). Від 2000 року idw є економічно незалежною та фінансується за рахунок внесків організацій-членів. Від 2002 року реорганізовано в зареєстроване благодійне товариство (gemeinnütziger e. V.). В рамках контролю якості від 2009 року idw присуджує щорічну нагороду idw Award for Science Communication за найкращі прес-релізи року.

## Значення та масштаб
idw стала визнаним джерелом для німецькомовної науки та наукової журналістики, засобом роботи з громадськістю для наукових установ. Понад 44 000 підписників (на липень 2024 року) отримують регулярні звіти від idw, з них 9 500 — журналісти. Через idw публікують свої прес-релізи та дати важливих подій понад 1000 установ.